# Hervormde kerk (Lienden)
De hervormde kerk van het Betuwse dorp Lienden is een gotisch kerkgebouw. 
De kerk had een romaanse voorganger en behoorde oorspronkelijk toe aan de Utrechtse Paulusabdij. De kerk was gewijd aan Maria. Het oudste gedeelte van de huidige kerk is het koor met de sacristie, die rond 1400 werden gebouwd. In de eerste helft van de 15de eeuw kwamen vervolgens achtereenvolgens het pseudobasilicale schip en de toren tot stand. Schip en koor zijn witgepleisterd, terwijl de onderste van de drie torengeledingen is bekleed met tufsteen. De toren wordt bekroond door een ingesnoerde naaldspits.
De ruime kerk is voorzien van gewelven, die uit ca. 1500 dateren. In het koor, dat een stergewelf heeft, bevinden zich 15de-eeuwse muurschilderingen, die in 1861 en 1932 aan het licht kwamen.
Het orgel is gebouwd door C.F.A. Naber en dateert oorspronkelijk uit 1842, waarna het tweemaal een uitbreiding onderging. In de kerk staan een 17de-eeuwse preekstoel met een koperen lessenaar en twee 17de-eeuwse herenbanken. Tussen 1871 en 1874 onderging de kerk vanbinnen ingrijpende veranderingen, die later gedeeltelijk weer ongedaan zijn gemaakt.
De toren is voorzien van een door Peter en Johan van Trier in 1643 gegoten luidklok.
In 1582 kwam de kerk in protestantse handen. In 1599 verkregen de graven van Culemborg, de halfheren van Lienden, het collatierecht. De kerk wordt gebruikt door de Hervormde Gemeente Lienden. Tussen 1978 en 1982 werd het gebouw gerestaureerd.